# Mehmed Džemaluddin Čaušević
Hadži Mehmed Džemaluddin-efendija (event. jen Džemaludin) Čaušević (28. prosince 1870 Arapuša u Bosenské Krupy, osmanská říše – 28. března 1938 Sarajevo, Království Jugoslávie), byl islámský duchovní a reformátor, publicista a pedagog v Bosně a Hercegovině bosňáckého původu. V letech 1914–1930 zastával post nejvyššího představitele, reisu-l-ulemy, Islámského společenství v Bosně a Hercegovině.

## Životopis
Medresu, islámskou vyšší školu, studoval mezi lety 1880 a 1887 v Bihaći, poté do roku 1903 studoval v medrese a pak na právnické fakultě v Cařihradu (Mekteb-i Hukuk-ı Şâhâne). Kolem přelomu století Čaušević na jedné ze svých četných cest navštívil Univerzitu al-Azhar, kde se setkal s významným islámských myslitelem Muhammadem Abdo. Jeho reformní myšlenky jej ovlivnily natolik, že z nich čerpal po celý svůj život. Současně inklinoval k modernizačnímu étosu mladotureckého hnutí, blízké kontakty udržoval s jeho exponenty Ahmedem Cevdet-pašou a İbrahimem Hakkı-pašou.
Po završení studia v osmanské metropoli se vrátil do Bosny a Hercegoviny. Mezi lety 1903 a 1905 působil jako učitel arabského jazyka na prestižním Vyšším gymnáziu v Sarajevu, nato se stal členem nejvyšší duchovní rady starších, Ulema-medžlisu, Islámského společenství v Bosně a Hercegovině. Do jeho gesce spadalo islámské školství, a tak vykonal bezpočet studijních cest po celé zemi, aby se seznámil se stavem konfesního vzdělávání. V letech 1904–1905 se aktivně podílel na vzniku Islámské akciové tiskárny (Islamska dionička štamparija) v Sarajevu. V letech 1906–1907 krátce redigoval muslimský kulturní časopis Behar (Květ), od roku 1907 vydával kalendář Tarik (Cesta). Posléze v letech 1910–1912 vyučoval na Šarí‘atské soudní škole (15. února 1910–28. června 1912). Tu opustil na protest proti jmenování kontroverzního světského intelektuála Osmana Nuri Hadžiće za jejího ředitele. S ideově blízkými duchovními roku 1909 založil Muslimský muallimský a imámský spolek (Muslimansko muallimsko i imamsko društvo za Bosnu i Hercegovinu) a o tři roky později Sdružení bosensko-hercegovské ‘ilmijje (Udruženje bosansko-hercegovačke ilmijje), jehož se stal předsedou. U příležitosti jmenování Čauševiće reisem se obě organizace spojily pod názvem Sdružení bosensko-hercegovské ‘ilmijje (Udruženje bosansko-hercegovačke ilmijje).
Roku 1913 kandidoval na reisu-l-ulemu Islámského společenství, nicméně kvůli politickým tahanicím byla první volba zrušena. Při druhé volbě opětovně zvítězil, a tak jej císař František Josef I. jmenoval za reisa. Do úřadu slavnostně pak vstoupil až 26. března 1914 po udělení pověřovací listy, menšury, cařihradským şeyhülislâmem. Z titulu své funkce od jara 1914 zasedal jako virilní člen v bosenskohercegovském zemském sněmu, saboru.
Již od svého návratu ze studií se zasazoval o modernizaci islámského školství v Bosně a Hercegovině. Společně s tiskařem Agof-efendi Zeronianem z Plovdivu navrhl reformu arabského písma pro zápis v bosenském jazyce, nejčastěji zvaného arebica. Rovněž usiloval o modernizaci vzdělávacích plánů v medresách, samotný proces byl započat před první světovou válkou a dokončen až počátkem 20. let. Na jeho konci došlo ke sloučení sarajevské Kuršumli medresy, Daru-l-mualliminu, muslimské učitelské přípravky, a hanikahu, derviškého internátu, do Gazi Husrev-begovy medresy. Nakonec posvětil i vznik okružní medresy (1917) a Šarí‘atského gymnázia (1918) v Sarajevu, které ve větší míře akcentovaly světské předměty. Roku 1920 coby reis zahájil druhou vzdělávací anketu, v jejímž rámci chtěl diskutovat o hlubší reformě islámského školství v Bosně a Hercegovině, nakonec ale bez většího úspěchu.
Na rozdíl od mnohých současníků podporoval vzdělávání a emancipaci žen; např. roku 1919 dal osobní svolení, aby Ševala Zildžićová (1903–1978) jako první muslimka v Bosně mohla navštěvovat chlapecké gymnázium v Sarajevu a poté studovat na Lékařské fakultě v Záhřebu (promovala 1931).

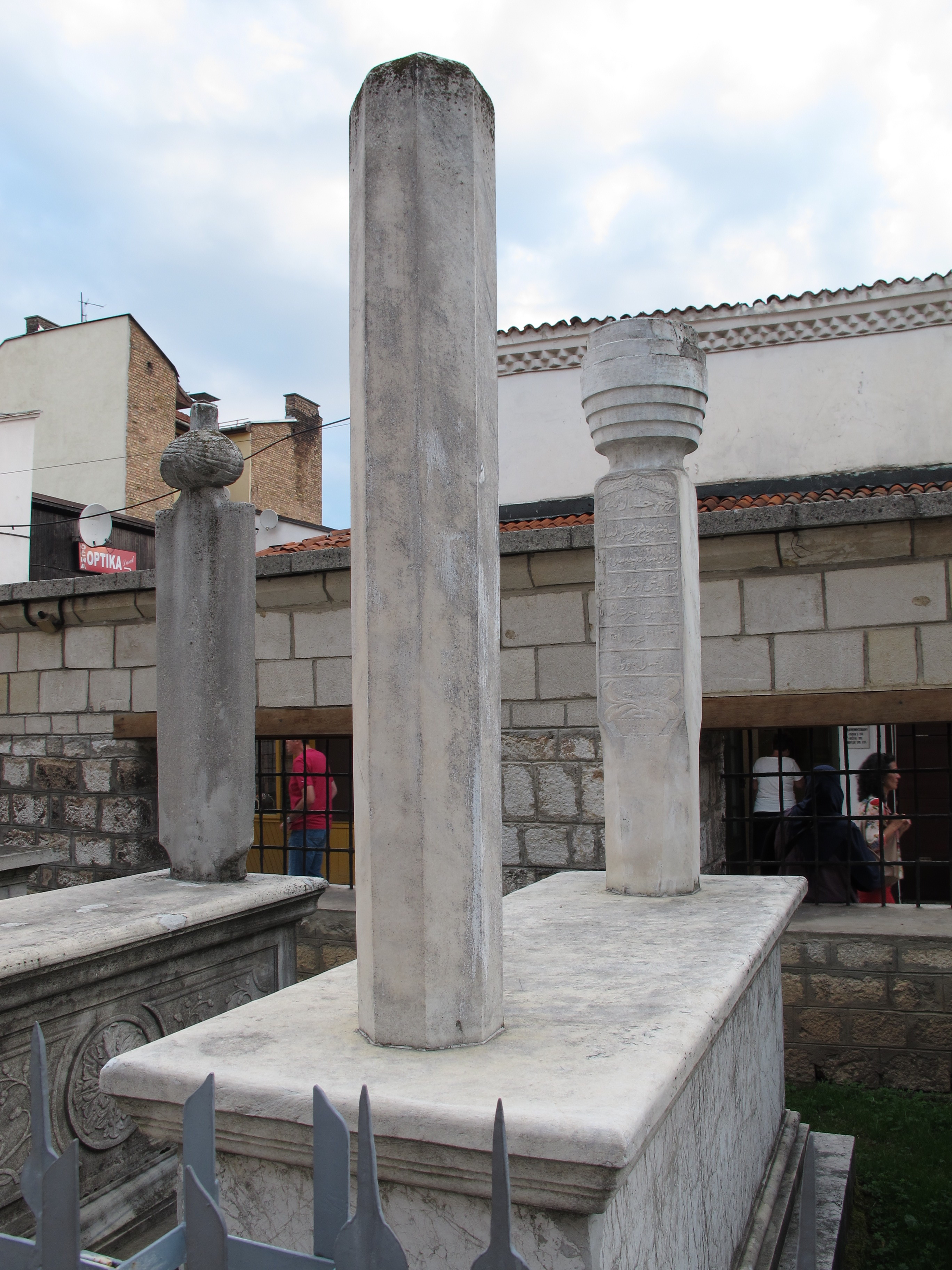
Hrob Džemaluddina Čauševiće v Sarajevu

Čaušević se roku 1914 oženil s Hatidžou Pandžou, sestrou svého přítele Muhammed-efendiji Pandži (1897–1962), s níž přivedl na svět šest dětí, syny Muhameda Halida (1919–2000, doktor práv) a Ali Kemala (1921?–2004?) a dcery Šefiku (?), Halidu (1924–2001?, vdaná Ajanović), Nadžiju (1926–2011?, vdaná Selimović) a Ašidu (1928–2012, vdaná Mulalić).
Duchovní na podzim 1918 podpořil vznik jihoslovanského státu, politicky se ale neexponoval. Po vyhlášení Království Srbů, Chorvatů a Slovinců se zasazoval o udržení autonomie Bosny a Hercegoviny a jejího Islámského společenství. Vůči novému režimu nešetřil ani kritikou, jak patrno podle rozhovoru ve francouzském deníku Le Temps. Po zavedení královské diktatury roku 1929 odmítl vznik jednotné jihoslovanské náboženské obce pod kontrolou ministerstva spravedlnosti, jež tehdy vedl bosenský Srb a islamofob Milan Srškić, a raději požádal o uvolnění z úřadu. Roku 1930 pak byl schválen Zákon o islámském náboženském společenství a Ústava islámského náboženského společenství, které sjednocovaly všechny regionální náboženské společnosti do jediné se sídlem v Bělehradě.
Zbytek života Čaušević strávil v ústraní. Společně s duchovním Muhammed-efendijou Pandžou od roku 1933 překládal a roku 1937 v Sarajevu otiskl první překlad Kurʼánu do srbochorvatštiny (resp. bosenštiny). Podle nejnovějších analýz text nepřevedli přímo z arabštiny, ale prostřednictvím tureckého překladu Ömera Rızy (Kurani kerim terdžume ve tefsir, Istanbul 1934), který se zase opíral o anglický překlad Muhammada Aliho (The Holy Quran, Lahore 1920). Ve stejném roce přitom vyšel i překlad duchovního Ali Rizy Karabega (1872–1944), který se zase opíral o srbský překlad (Koran, Beograd 1895), jehož autor Mihajlo (Mićo) Ljubibratić vyšel z ruského překladu a ten zase z francouzského vydání.
Čaušević zemřel v Sarajevu dne 28. prosince 1938 ve Státní nemocnici následkem selhání srdce. Srdeční slabost jej sužovala posledních šest let života. Náboženský pohřeb, kterému předcházel mohutný smuteční průvod s přenosem rakve z nemocnice k hrobu, se odehrál 30. prosince v areálu Gazi Husrev-begovy mešity. Čauševićovy ostatky byly uloženy na čestné pravé straně společně s dalšími bosňáckými velikány.